# 20 kilomètres marche masculin aux Jeux olympiques d'été de 1956
Pour un article plus général, voir Athlétisme aux Jeux olympiques d'été de 1956.
Navigation
Rome 1960
Le 20 kilomètres marche masculin des Jeux olympiques d'été de 1956 se déroulant à Melbourne a eu lieu le mercredi 25 novembre 1956. C'est la première fois que la course est disputée, elle remplace le 10 kilomètres marche.

## Records
| Record du monde  | 1 h 30 min 00 s                | Josef Dolezal                  | Tchécoslovaquie                | Prague                         | 25 juillet 1956 |
| Record olympique | Pas encore de record olympique | Pas encore de record olympique | Pas encore de record olympique | Pas encore de record olympique |                 |

## Résultats
| Place | Athlète              | Pays                       | Temps             |
| ----- | -------------------- | -------------------------- | ----------------- |
| 1er   | Leonid Spirin        | Union soviétique           | 1 h 31 min 27 s 4 |
| 2e    | Antanas Mikenas      | Union soviétique           | 1 h 32 min 03 s 0 |
| 3e    | Bruno Junk           | Union soviétique           | 1 h 32 min 12 s 0 |
| 4e    | John Ljunggren       | Suède                      | 1 h 32 min 24 s 0 |
| 5e    | Stan Vickers         | Grande-Bretagne            | 1 h 32 min 34 s 2 |
| 6e    | Donald Keane         | Australie                  | 1 h 33 min 52 s 0 |
| 7e    | George Coleman       | Grande-Bretagne            | 1 h 34 min 01 s 8 |
| 8e    | Roland Hardy         | Grande-Bretagne            | 1 h 34 min 40 s 4 |
| 9e    | Giuseppe Dordoni     | Italie                     | 1 h 35 min 00 s 4 |
| 10e   | Ted Allsopp          | Australie                  | 1 h 35 min 43 s 0 |
| 11e   | Abdon Pamich         | Italie                     | 1 h 36 min 03 s 6 |
| 12e   | Henry Laskau         | États-Unis                 | 1 h 38 min 46 s 8 |
| 13e   | Ronald Crawford      | Australie                  | 1 h 39 min 35 s 0 |
| 14e   | Dumitru Parachivescu | Roumanie                   | 1 h 39 min 57 s 4 |
| 15e   | Ion Barbu            | Roumanie                   | 1 h 41 min 37 s 8 |
| 16e   | Bruce MacDonald      | États-Unis                 | 1 h 43 min 25 s 6 |
| 17e   | James Hewson         | États-Unis                 | 1 h 46 min 24 s 8 |
| —     | Josef Dolezal        | Tchécoslovaquie            | DNF               |
| —     | Alexander Oakley     | Canada                     | DNF               |
| —     | Dieter Lindner       | Équipe unifiée d'Allemagne | DSQ               |
| —     | Lars Hindmar         | Suède                      | DSQ               |